# Talus verticalis
Der Talus verticalis, angeborener Knick-Senk-Fuß, ist eine seltene Fehlbildung des Fußes mit Luxation im Talonaviculargelenk (zwischen Sprungbein und Kahnbein).
Synonyme sind: Kongenitaler Talus vertikalis; Angeborener Plattfuß; Fuß, konvexer, kongenitaler; Kongenitaler Plattfuß; Rigider Knick-Senk-Fuß; Kongenital rigider Plattfuß; Platypodie; englisch Congenital Vertical Talus; CVT
Die Erstbeschreibung stammt aus dem Jahre 1939 durch die französischen Orthopäden L. Lamy und L. Weissman.

## Pathoanatomie
Beim Talus verticalis liegt eine dorsolaterale Luxation oder Subluxationsstellung des subtalaren Gelenkkomplexes (Talonavikulargelenk) mit Achillessehnenverkürzung vor.

## Ursache
Die Ursache der Erkrankung scheint uneinheitlich zu sein, teilweise liegen Mutationen im HOXD10-Gen auf Chromosom 2 Genort q31.1 zugrunde, welches für das Homeobox D10-Protein kodiert.
Die Vererbung erfolgt dann autosomal-dominant.
Veränderungen dieses Genes finden sich auch bei dem Morbus Charcot-Marie-Tooth, heute eher als Hereditäre motorisch-sensible Neuropathie Typ I bezeichnet.

## Verbreitung
Die Häufigkeit ist nicht bekannt, das männliche Geschlecht ist häufiger betroffen.
Die Erkrankung kann isoliert, zusammen mit anderen Fehlbildungen oder Syndromen auftreten, in etwa 50 % liegen zusätzliche Anomalien vor wie Meningomyelozele in 10 %
Es besteht eine Assoziation mit:
- Arthrogryposis multiplex congenita
- De-Barsy-Syndrom
- Edwards-Syndrom (Trisomie 18)
- Neurofibromatose
- Patau-Syndrom (Trisomie 13)
- Prader-Willi-Syndrom
- Prune-Belly-Syndrom
- Trisomie 9

## Einteilung
Im Jahre 1979 wurde von K. Ogata und Mitarbeitern folgende Klassifikation vorgeschlagen:
- idiopathisch
- genetisch oder syndromal
- neuromuskulär bedingt.

Eine ausführlichere Klassifikation stammt von C. Hamanishi aus dem Jahre 1984
- I mit zusätzlicher spinaler Anomalie
- II mit neuromuskulärer Erkrankung
- III mit assoziiertem Fehlbildungssyndrom
- IV mit Chromosomenanomalie
- V idiopathisch
  - A durch intrauterine Störung
  - B mit digitotalarer Dysmorphie
  - C mit familiärer Belastung für Talus verticalis
  - D isoliert

## Klinische Erscheinungen
Klinische Kriterien sind:
- Manifestation bei Geburt mit rigiden Knick-Senk-Fuß, konvexer Fußsohle, Abduktion und Pronation des Vorfußes, Fersenhochstand und Achillessehnenverkürzung

## Diagnose
Die klinische Diagnose wird durch Röntgenaufnahmen des Fußes mit Nachweis der Luxation im Talokalkaneonavikulargelenk mit vertikal stehendem Talus gesichert. Die seitliche Aufnahme soll dabei in maximaler Plantarflexion erfolgen.
Der Winkel zwischen Fersenbein und Talus ist deutlich auf bis zu 90° vergrößert. Zusätzlich kann als knöcherne Fehlbildung eine Tarsale Koalition (Coalitio talocalcaneare, calcaneonaviculare) nachgewiesen werden.

## Differentialdiagnose
Abzugrenzen ist der flexible Plattfuß, der sekundäre neurogene Knick-Senk-Fuß, der Talus obliquus und der Hackenfuß.

## Therapie
Die Behandlung richtet sich nach der klinisch-radiologischen Situation im Einzelfall. Es kommen operative Eingriffe, dann während der ersten 3 Lebensjahre, minimal-invasive Maßnahmen und Gipsredression, später eventuell auch Einlagenversorgung infrage.